# Im Lichte der Wahrheit. Gralsbotschaft

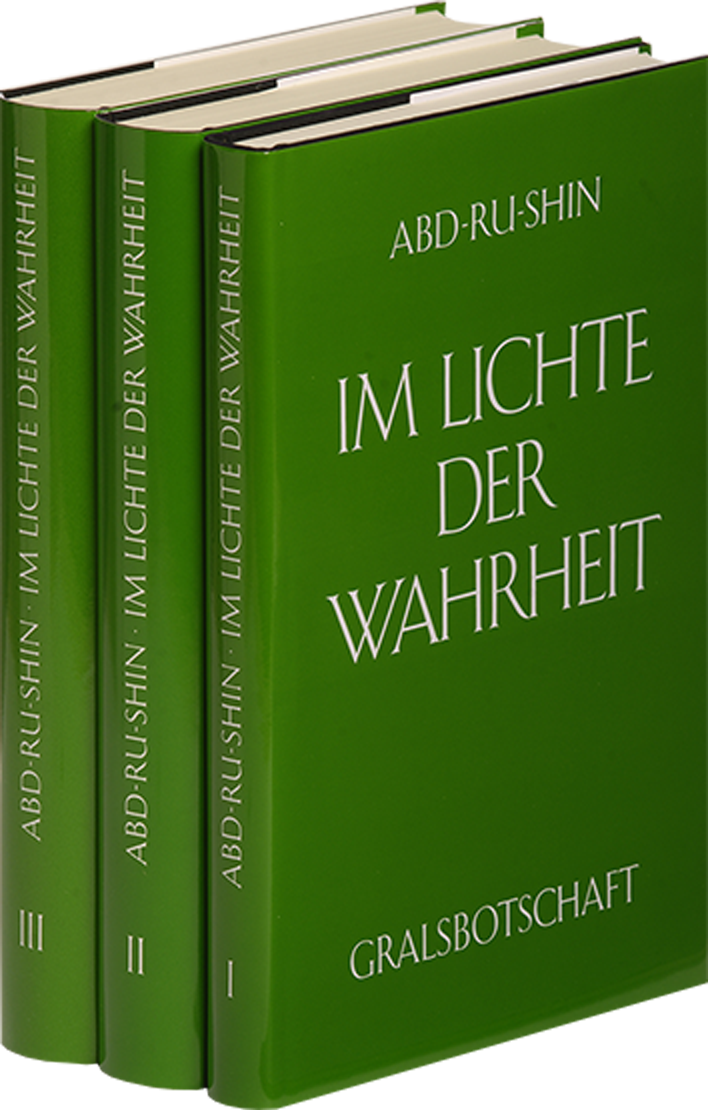
Gralsbotschaft, Ausgabe letzter Hand in drei Bänden

Im Lichte der Wahrheit. Gralsbotschaft ist ein dreibändiges Werk des Autors Abd-ru-shin (bürgerlicher Name Oskar Ernst Bernhardt). Es beinhaltet 168 Vorträge aus den Jahren 1923 bis 1937.

## Inhalt
Abd-ru-shin behandelt in seiner Gralsbotschaft Themen wie Geburt und Tod, freier Wille, Verantwortung, Schicksal, Frau und Mann, Mensch und Tier, Naturwesen, Kreuzigung Christi, Sündenvergebung, Aufbau und Gesetzmäßigkeiten der Welt und viele andere mehr. Die Gralsbotschaft erhebt den Anspruch, in den 168 Vorträgen umfassende Antworten auf die Fragen nach dem Aufbau der Welt und dem Sinn des Menschenlebens, seinem Ursprung und Ziel zu bieten. Dabei vertritt der Autor den Standpunkt, dass auch in Fragen, die das Geistige betreffen, nur durch rücksichtsloses Abwägen und Prüfen überzeugtes Wissen entstehen könne, das allein Wert habe, niemals aber durch unreflektierten, blinden Glauben.
Um richtig zu leben, müsse der Mensch laut Abd-ru-shin unter anderem folgende Gesetzmäßigkeiten verstehen und sich nach ihnen richten:
1. Das Gesetz der Wechselwirkung: Alle Folgen des Denkens, Redens und Handelns fallen nach einer bestimmten Zeit auf den Urheber zurück, im Guten wie im Schlechten. Im Setzen der Ursachen ist der Mensch frei, den Folgen kann er aber niemals entgehen, wodurch sich auch sein Karma und sein Schicksal bildet.
2. Das Gesetz der Anziehung der Gleichart: Jede Art zieht die Gleichart an, gemäß dem Sprichwort „Gleich und gleich gesellt sich gern“: So fänden sich Trinker, Raucher hätten „Sympathien“. Aber auch Menschen mit edlen Zielen fänden zusammen. Somit habe der Volksmund recht mit der Behauptung „Sage mir, mit wem Du umgehst, und ich will Dir sagen, wer Du bist!“
3. Das Gesetz der Schwere zeigt sich in der Natur z. B. durch das Herabsinken von Stoffen höherer Dichte. Diese Gesetzmäßigkeit gelte natürlich auch für das Wollen und Denken der Menschen, die mit ihren Empfindungen und Gedanken Lichteres (= Leichteres) oder Dunkles (= Schweres) bewirken können.
4. Das Gesetz des Ausgleichs: Es zeigt sich in den natürlichen Abläufen im Wechsel von Tag und Nacht, Ein- und Ausatmen, Nahrungsaufnahme und Ausscheidung usw. Für den Menschen bildet es die Aufgabe, Geben und Nehmen in der Balance zu halten. Demzufolge erhält er den Lohn für aufbauendes Handeln selbsttätig, muss aber auch die Folgen seines falschen Handelns, sein Karma, selbst abarbeiten und kann nicht fremderlöst werden.
5. Das Gesetz der Bewegung ist allgegenwärtig, im Mikro- und Makrokosmos, im Dies- und Jenseits. Es betrifft also sowohl den irdischen Körper eines Menschen als auch dessen Kern, den Geist. Der Körper braucht Bewegung, um gesund zu sein. Der Geist braucht ein hohes, edles Ziel, wenn er kraftvoll bleiben und aufwärtssteigen will. Ein Ahnen dieses Gesetzes liegt in dem Sprichwort: „Stillstand ist Rückgang“.
6. Das Gesetz des Anschlussverlangens steht dem Gesetz der Anziehung der Gleichart gegenüber und bildet mit diesem eine Einheit. "Die Anziehung erfolgt von gleichen, in sich abgeschlossenen Arten aus, und das Anschlußverlangen liegt in den Artspaltungen, die bestrebt bleiben, wieder eine Art zu bilden!" Beispiel: "Der Mensch ist gleicher Art und zieht sich deswegen gleichartig an, doch Mann und Frau sind die entgegengesetzten Pole der gleichen Art und haben daher ein Anschlussverlangen.
7. Das Gesetz der Einheit sagt aus, dass alles in der gesamten Schöpfung eine Einheit bildet und nichts wirklich getrennt voneinander existiert. Wenn ein Teil davon krankt, muss sich die Wirkung in dem anderen Teile fühlbar machen, wie bei einem Körper. „Eine Kraft durchströmt das Diesseits wie das Jenseits, alles lebt und wirkt von diesem einen Lebensstrom und ist dadurch ganz untrennbar verbunden.“

Würden diese Gesetzmäßigkeiten nicht verstanden, nicht beachtet, so könne dies nichts Gutes bringen, sondern stattdessen Unglück, Unfrieden und Chaos. Das Nichtbefolgen dieser Gesetzmäßigkeiten wirke sich in Problemen bis hin zu Katastrophen aus, gleichviel ob in Politik, Familie, bei Einzelmenschen oder Volkswirtschaften oder beim Wetter und anderen Naturgewalten. Aufgabe des Menschen sei es daher, die Gesetzmäßigkeiten zu erkennen und danach zu handeln, damit die göttlichen Gesetze als helfende Freunde wirken können und den Menschen fördern. Der eigentliche Mensch wird von Abd-ru-shin als Geist (der innerste Kern der Seele) erklärt, der sich – aus dem Nicht-Materiellen stammend – für sein Erdenleben mit einem irdischen Körper verbunden habe.
Das Schicksal des Menschen wird in der Gralsbotschaft als feinabgestimmtes Ergebnis der Rückwirkungen seiner vorherigen Handlungen und Entschlüsse beschrieben, die auch in einem früheren Erdenleben liegen können. Wiederholte Erdenleben werden demzufolge auch als ein wichtiger Schlüssel zur Lösung des Rätsels der verschiedenen, anscheinend ungerechten Schicksalswege der Menschen dargelegt. Entscheidend für den geistigen Aufstieg sei nicht die Religion eines Menschen, sondern die Stärke seines Strebens nach Unvergänglichem, Reinem und Höherem, ganz gleich, welcher Konfession er angehöre bzw. nicht konfessionell orientiert sei.
Abd-ru-shin beschreibt in seinen Vorträgen einen hierarchischen Aufbau der Welt, wobei, gemäß dem Gesetz der Schwere, alles Vollkommenere näher, alles Unvollkommene vom Ursprung weiter entfernt liege. Er gibt auch Erklärungen über Gott, durch dessen Kraft alles direkt oder indirekt entstanden sei und am Leben erhalten werde. Gott sei die Quelle der dem Menschen unfassbaren Kraft, die die Naturgesetze treibe. Da diese Gesetzmäßigkeiten vollkommen seien, greife Gott auch nicht direkt in das Irdische ein. Gott sei außerhalb der Welt, und kein Mensch habe Göttliches in sich. Der Mensch würde aufgrund seiner ganz anderen Art auch niemals direkt zu Gott kommen können. Gott brauche den Menschen nicht, der Mensch aber Gott. Wahre Gottanbetung zeige sich in freudiger Tat.
Das dem Menschen Sichtbare sei nur ein kleiner Teil der gesamten Welt, und dieser allein sei mit dem Verstand und mit technischen Hilfsmitteln zu erforschen, nicht jedoch alles darüber Hinausgehende, das jedoch bis zum Punkt seines Ursprungs noch vom geistigen Kern des Menschen erfasst werden könne. Das einseitige Großziehen des Verstandes in Verbindung mit der Trägheit des Geistes wird als das selbstverschuldete Grundübel der Menschheit hervorgehoben, das ihre Fehlentwicklung und eine erhebliche kosmische Harmoniestörung verursacht habe. Alles Leid der Welt sei letztlich ausschließlich auf den andauernden Missbrauch des freien Willens des Menschen zurückzuführen, der, dem Gesetz der Wechselwirkung entsprechend, die gleichartigen Folgen hervorgerufen habe, unter denen die Menschheit jetzt zu leiden habe.
Die Gralsbotschaft behandelt des Weiteren christliche Themen wie unbefleckte Empfängnis, Taufe, Auferstehung eines fleischlichen Körpers, Sündenvergebung und Sühne-Tod am Kreuze. Das Wirken Jesus von Nazareths, der als Gottessohn anerkannt wird, beschreibt Abd-ru-shin als große Hilfsmission Gottes, durch die der Menschheit die Wahrheit gebracht worden sei. Dabei habe Jesus nicht beabsichtigt, eine Kirche oder Religion zu gründen, sondern den Weg zum Aufstieg zu zeigen, den der Mensch aber unbedingt selbst zu gehen habe. Zum sogenannten Sühne-Tod am Kreuz legt Abd-ru-shin dar, dass dies ein Verbrechen, ein Mord an Jesus gewesen sei und folglich die Versöhnung Gottes mit der Menschheit nicht herbeiführen könne, da es allen Naturgesetzen und der Gerechtigkeit widerspräche.

### Die Stellung und Aufgabe des Menschen
Die Gralsbotschaft schildert die besondere Verantwortung des Menschen für die Schöpfung: Er könne durch eigene Entschlüsse die Kraft seines Wollens zu Gutem oder Üblem verwenden. Somit könnten die Menschen ihre Umgebung in ein „Paradies“ verwandeln, wohingegen bei einer überwiegend materiellen Einstellung des Menschen dessen unmittelbare Umgebung und auch der ganze Planet Erde mitleiden würden.
Als ersten Schritt zu einer idealstrebenden Menschheit empfiehlt Abd-ru-shin seinen Lesern, „den Herd der Gedanken rein zu halten“, wodurch sich in der Folge Frieden und Harmonie einstellen würden.

## Zitate zur Unabhängigkeit der Gralsbotschaft
Die Gralsbotschaft spricht laut Abd-ru-shin zum Einzelmenschen, will ihn zur Eigenständigkeit anregen. Daher lehnte Abd-ru-shin übliches Vereins-, Kirchen- oder Sektenwesen um seine Gralsbotschaft strikt ab. Auf eine diesbezügliche Frage antwortete er: „Ich suche keinen einzigen Menschen zu ‚überreden‘. Habe auch nicht die Absicht, eine ‚Vereinigung‘ oder Gemeinde zu gründen und von deren Jahresbeiträgen zu leben.“
„Ich spreche nur zu denen, welche ernsthaft suchen. Sie müssen fähig und gewillt sein, sachlich dieses Sachliche zu prüfen! Religiöse Fanatiker und haltlose Schwärmer mögen ferne davon bleiben; denn sie sind der Wahrheit schädlich.“ ... „Das nachstehende Wort bringt nicht eine neue Religion, sondern es soll die Fackel sein für alle ernsten Hörer oder Leser, um damit den rechten Weg zu finden, der sie zur ersehnten Höhe führt.“
„Ich spreche auch nicht zu Kirchen und Parteien, nicht zu Orden, Sekten und Vereinen, sondern lediglich in aller Einfachheit zum Menschen selbst.“

## Entstehung
Abd-ru-shin veröffentlichte seine ersten Vorträge ab 1923 nach und nach in sieben Heften unter dem Titel Gralsblätter – Neue Gralsbotschaft.
Eckdaten der Entstehung der Gralsbotschaft in Buchform:
- 1926 fasste Abd-ru-shin 43 seiner Vorträge zusammen und veröffentlichte sie in dem Buch Im Lichte der Wahrheit. Neue Gralsbotschaft.
- 1931 erschien die nächste Ausgabe der Gralsbotschaft, in der Abd-ru-shin seine früheren Vorträge neu ordnete und weitere mit einbezog. Diese Ausgabe umfasste 91 Vorträge.
- 1934 wurden 61 neue Vorträge in dem Buch Nachklänge zur Gralsbotschaft veröffentlicht.
- 1941 hatte Abd-ru-shin die erneute Überarbeitung seiner Gralsbotschaft abgeschlossen und ihr die letztgültige Form gegeben. Seine Ausgabe letzter Hand mit 168 Vorträgen in drei Bänden beinhaltet Vorträge der früheren Ausgaben und neu hinzugekommene. Am 6. Dezember 1941 verstarb Abd-ru-shin.
- 1950 konnte erstmals die Ausgabe letzter Hand veröffentlicht werden.

Die Gralsbotschaft erweiterte Abd-ru-shin seit der ersten Veröffentlichung in Buchform 1926 ständig. Die darauffolgenden Auflagen enthalten neue, überarbeitete, neu betitelte und neu geordnete Vorträge. Auch nach dem Erscheinen der Gralsbotschafts-Ausgabe 1931 und den Nachklängen zur Gralsbotschaft 1934 schrieb er weitere Vorträge. Erst mit der Verhaftung durch die Nationalsozialisten 1938 veröffentlichte er keine neuen Vorträge mehr. Während der Zeit seiner Internierung bis zu seinem Hinübergehen 1941 überarbeitete er sein Werk, zog die Veröffentlichung einiger Vorträge zurück und fügte noch nicht in Buchform veröffentlichte neue Vorträge hinzu, was zu seiner Ausgabe letzter Hand in drei Bänden führte.
Auftretenden Gerüchten, Abd-ru-shin habe die Änderungen an seinem Werk nicht selbst vorgenommen und die letztgültige dreibändige Form nicht selbst bestimmt, trat seine Stieftochter Irmingard Bernhardt bereits 1956 durch eine amtlich beglaubigte Erklärung entgegen: „Die Gralsbotschaft wurde von ihrem Verfasser, Herrn Oskar Ernst Bernhardt, selbst in den Jahren 1939 bis 1941 überarbeitet.“ Als enge Mitarbeiterin Abd-ru-shins, die ihm auch während seiner Internierung von 1938 bis 1941 zur Seite stand, gab sie 1985 zusätzlich eine handschriftliche Erklärung ab.
Das Werk Im Lichte der Wahrheit – Gralsbotschaft wurde bisher in 22 Sprachen übersetzt und wird vom Verlag der Stiftung Gralsbotschaft verlegt.

## Rezeption
Bernhardts im Münchner Verlag „Der Ruf“ erschienene Bücher wurden während des Nationalsozialismus in Deutschland verboten und beschlagnahmt.
Die evangelische Kirche sieht Bernhardts Werk als weit vom biblischen Christentum entfernt an. Nach ihrer Einschätzung stellt diese „einen religiösen Neuentwurf dar – innerhalb des weitgespannten christlichen Kulturraumes.“ Der evangelische Theologe Kurt Hutten stellt in Seher – Grübler – Enthusiasten die Gegensätze zur kirchlichen Auslegung der Bibel als tiefgreifend dar, unter anderem im Hinblick auf Bernhardts Erklärungen, dass bei der irdischen Geburt Jesu auch eine irdische Zeugung vorausgegangen sein musste und dass Auferstehung sowie Himmelfahrt Christi auf den Seelenkörper Jesu zu beziehen seien und nicht auf seinen Erdenleib.

### Ausgaben der Gralsbotschaft
- Abd-ru-shin: Im Lichte der Wahrheit. Neue Gralsbotschaft. Verlag der Gralsblätter Oskar Ernst Bernhardt, Tutzing 1926.
- Abd-ru-shin: Im Lichte der Wahrheit. Gralsbotschaft. Verlag „Der Ruf“, München 1931.
- Abd-ru-shin: Nachklänge zur Gralsbotschaft. Verlag „Der Ruf“, München 1934.
- Abd-ru-shin: Im Lichte der Wahrheit.Gralsbotschaft. Ausgabe letzter Hand, 3 Bände, Verlag der Stiftung Gralsbotschaft, Stuttgart, ISBN 3-87860-203-0.

### Weitere Werke von Abd-ru-shin
- Zeitschrift Der Ruf, Verlag der Gralsblätter Oskar Ernst Bernhardt, Tutzing (Enthält einige Artikel von Abd-ru-shin.)
- Abd-ru-shin: Die zehn Gebote Gottes und das Vaterunser, Stiftung Gralsbotschaft, Stuttgart, ISBN 3-87860-063-1.
- Abd-ru-shin: Fragenbeantwortungen aus den Jahren 1924 bis 1937, Stiftung Gralsbotschaft, Stuttgart, ISBN 3-87860-130-1.

### Allgemeine Rezeption der Gralsbotschaft
- Hansjörg Biener, Reinhard Hempelmann (Hrsg.): Die Gralsbewegung. In: Panorama der neuen Religiosität. Sinnsuche und Heilsversprechen zu Beginn des 21. Jahrhunderts, u. a. im Auftrag der Evangelischen Zentralstelle für Weltanschauungsfragen (EZW), Berlin, vollständig überarbeitete Neuausgabe, Gütersloh 2005, ISBN 978-3-579-02320-5, S. 560–565 & 654.
- Handbuch Weltanschauungen, Religiöse Gemeinschaften, Freikirchen, im Auftrag der Kirchenleitung der VELKD von Matthias Pöhlmann u. a. Gütersloh 2015, S. 629–636, bes. S. 630–632, ISBN 978-3-579-08224-0.
- Peter Fechner: Mythen und Religionen in neuem Licht: Die Wahrheit lässt sich finden.
- Helmut Obst: Apostel und Propheten der Neuzeit: Gründer christlicher Religionsgemeinschaften des 19. und 20. Jahrhunderts. Vandenhoeck & Ruprecht, 2000, ISBN 3-525-55438-9.